# 胼胝体下区
胼胝体下区（英文：Subcallosal area），又名旁嗅区（Parolfactory area），是位于大脑半球内侧面的一个小型三角区，属于额叶的一部分。该区域也被称为“扎克坎德回（Zuckerkandl's gyrus）”，以匈牙利解剖学家埃米尔·扎克坎德的名字命名。
胼胝体下区位于扣带回、胼胝体下回前方。海马旁回、胼胝体下区、扣带回也被统一称为“周围原始皮质（periarcheocortex）”。

## 图像

人脑（胼胝体下区位于绿色标记处）